# Cameraria mediodorsella
Cameraria mediodorsella là một loài bướm đêm thuộc họ Gracillariidae. Nó được tìm thấy ở Hoa Kỳ (California).
Sải cánh dài 7-8.5 mm.
Ấu trùng ăn Quercus species, bao gồm Quercus garryana, Quercus kelloggii, Quercus lobata và Quercus suber. Chúng ăn lá nơi chúng làm tổ. Tổ nằm ở mặt trên của lá.